# モンキーフォレスト

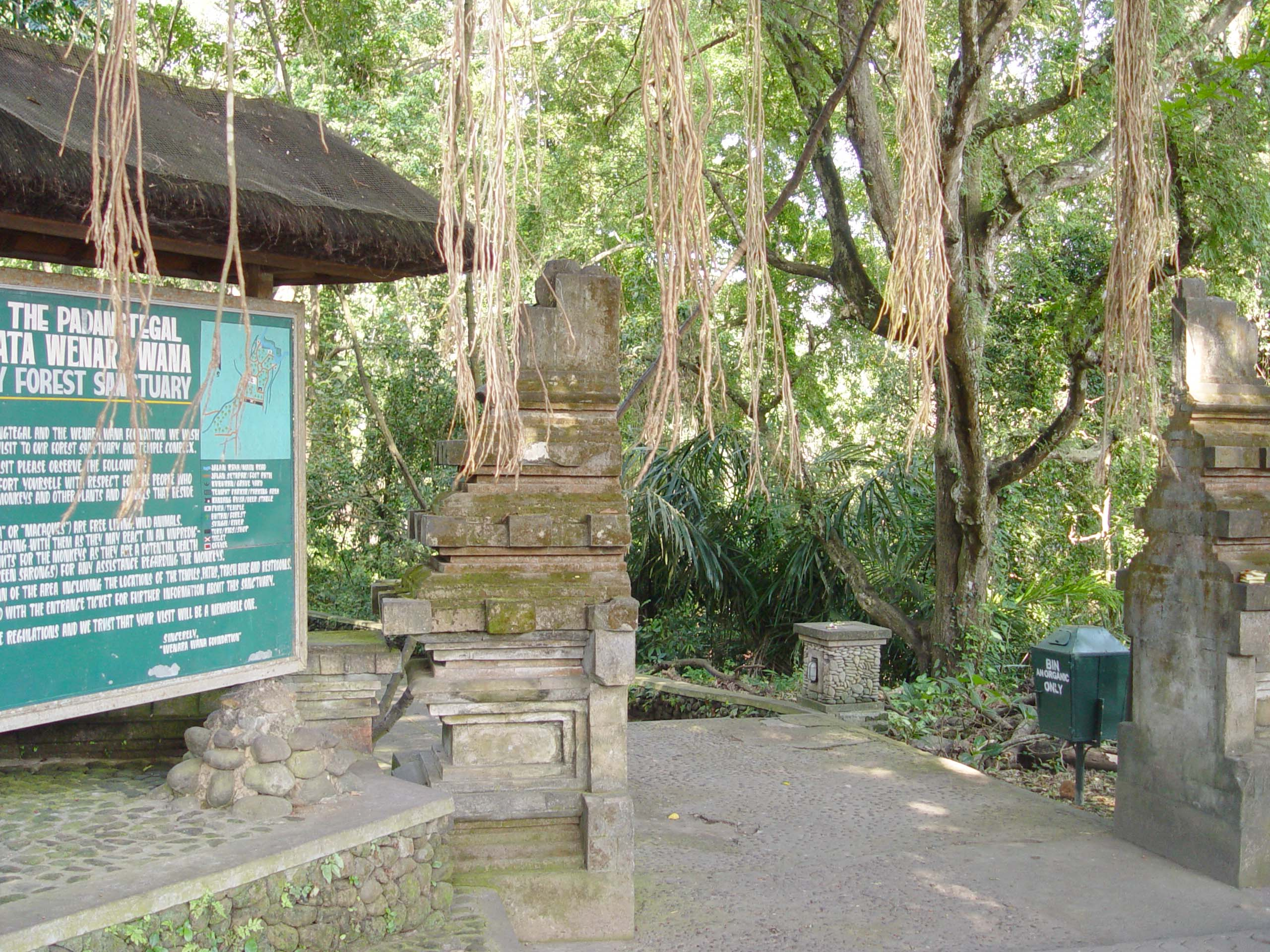
モンキーフォレスト

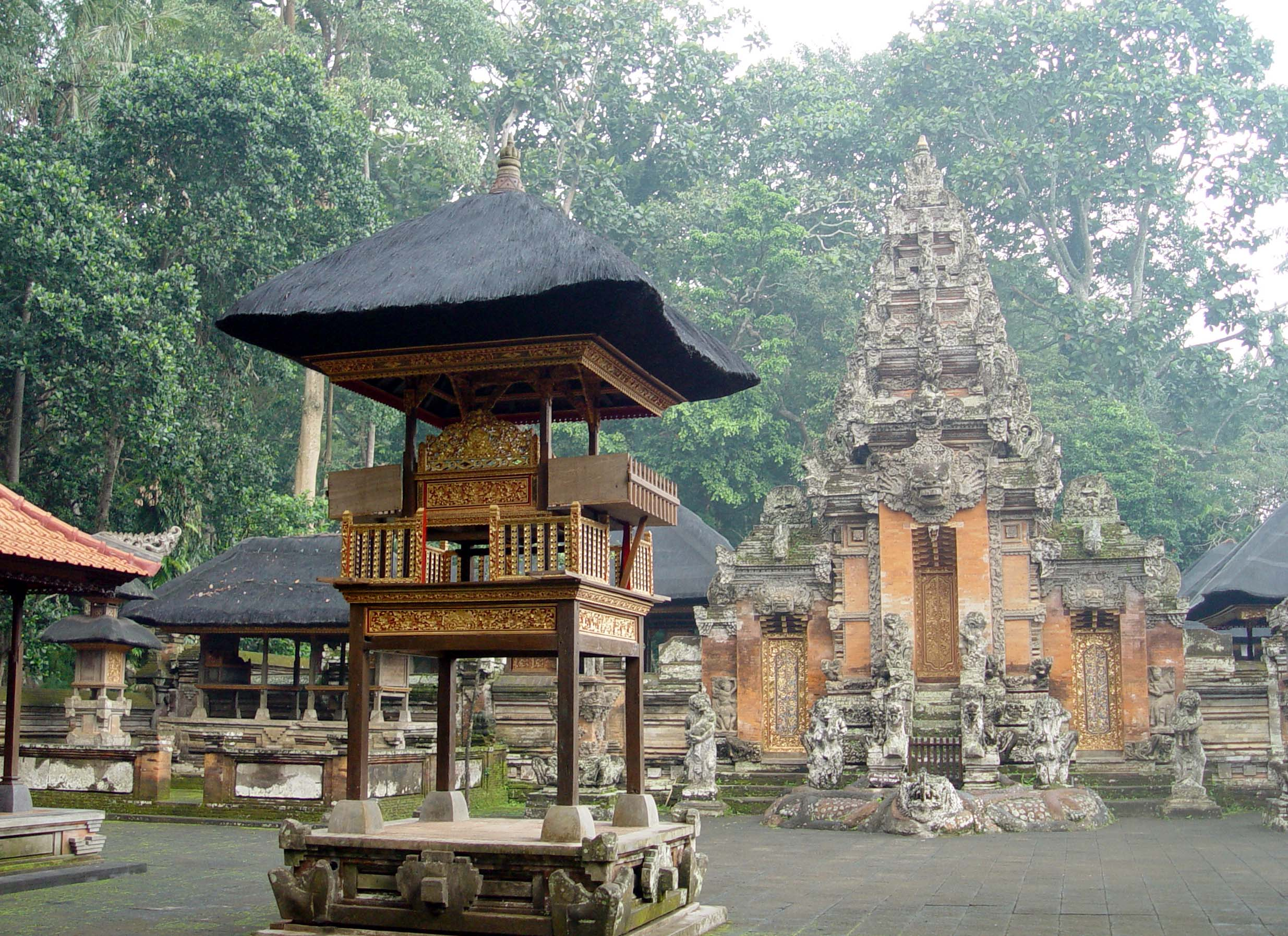
モンキーフォレスト内、ダラム・アグン・パダントゥガル寺院

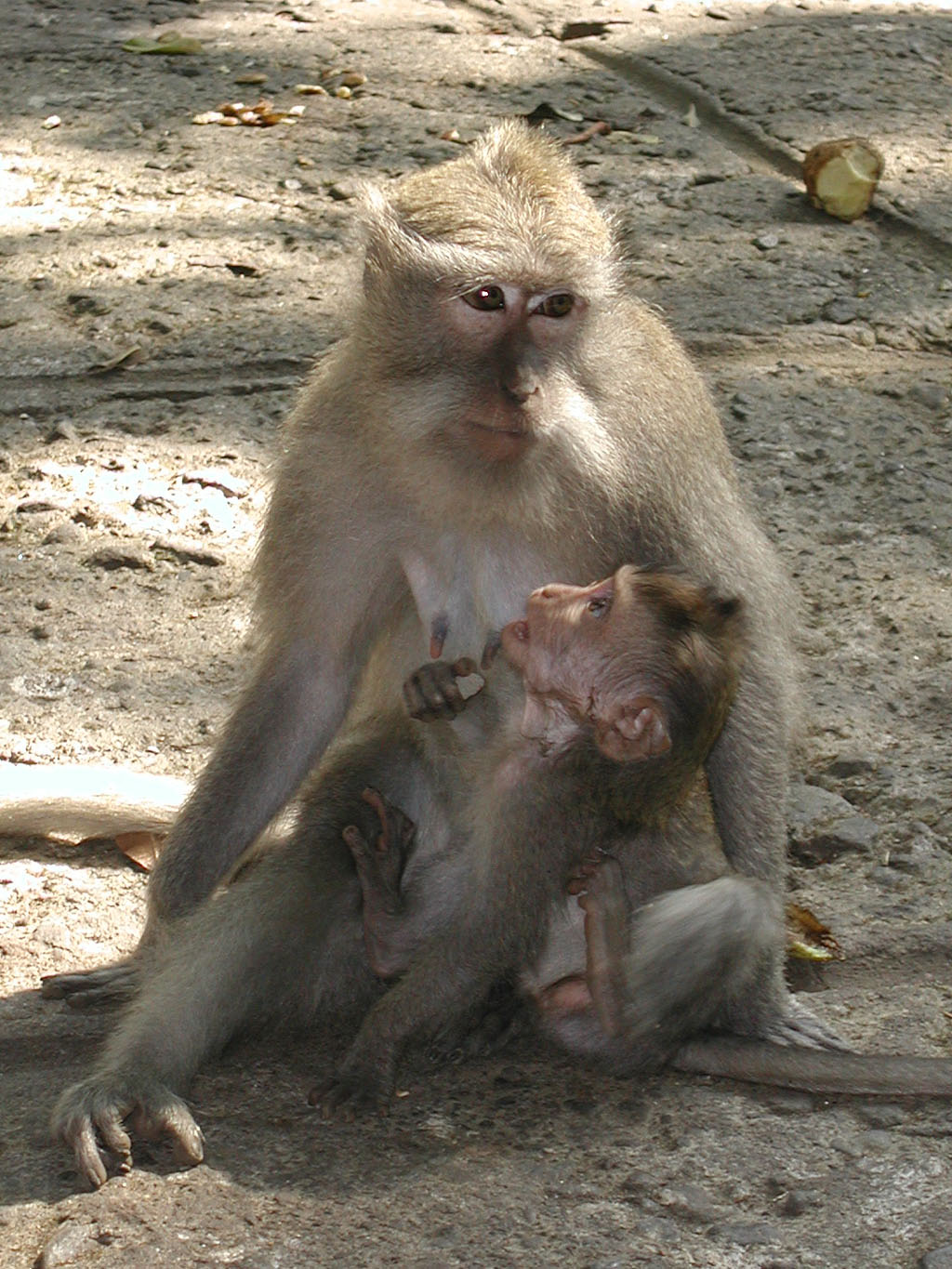
マカク属

モンキーフォレストとは、インドネシアバリ島ウブドにある野生猿の自然保護区である。ウブドの中心部モンキーフォレスト通りの南の突き当たりにあり、約200頭の猿が生息している。森の奥にはダルム・アグン・パダントゥガル寺院があり、森はプラ（ヒンズー寺院）の鎮守の森として聖域である。